# De Kraats
De Kraats is een buurtschap in de Nederlandse gemeente Ede, gelegen in de provincie Gelderland. De buurtschap is in de middeleeuwen ontstaan op een dekzandrug ten westen van het tot de gemeente Ede behorende dorp Bennekom.
De Kraats wordt ook wel het "buitengebied" van Bennekom genoemd. De herkomst van de naam is niet met zekerheid bekend, maar mogelijk is de naam afkomstig van Sint Pancratius, de beschermheer van de kinderen.
In de Kraats stonden in het verleden twee kastelen: Nergena en Harslo.